# Els superbebès
Els superbebès  (títol original, Superbabies: Baby Geniuses 2) és una pel·lícula estatunidenca, dirigida per Bob Clark, estrenada l'any 2004. Es tracta de la continuació de Baby Geniuses. És l'últim film dirigit per Bob Clark, abans de la seva defunció l'any 2007. Ha estat doblat al català.

## Argument
Quatre nadons es poden comunicar per "parlar nadó", i coneixen grans secrets. Els "nadons genis" es troben implicats en el pla del magnat de la premsa Bill Biscane (Jon Voight), conegut per segrestar nens, que vol utilitzar un sistema satèl·lit per rentar el cervell de la població mundial i forçar-los a mirar la televisió la resta de la seva vida.

## Repartiment
- Jon Voight: Bill Biscane / Kane
- Scott Baio: Stan Bobbins
- Vanessa Angel: Jean Bobbins
- Skyler Shaye: Kylie
- Justin Chatwin: Zack
- Peter Wingfield: Crowe
- Shaun Sipos: Brandon
- Jessica Amlee: Little Greta
- Thomas Kretschmann: Roscoe
- Whoopi Goldberg: Ella mateixa
- David Kaye: Kahuna (veu)

## Rebuda
El film ha estat extremadament mal rebut per la crítica i ha obtingut un resultat de 0% a Rotten Tomatoes. El film ha estat un fracàs comercial, ja que ha recuperat només 9 milions sobre els 20 milions de pressupost.
Tom Long de The Deseret News diu: «És potser el film còmic més incompetent i menys graciós mai fet.
MaryAnn Johanson de Flick Philosopher diu a la seva crítica: «Qualificar aquest film incommensurablement dolent "estúpid i incoherent" seria insultar els films estúpids i incoherents.
Eric D. Snider escriu: «Superbabies no podria ser pitjor si hagués estat escrit i produït per nadons, diria fins i tot nadons retardats i que detestin els films. » i Nathan Rabin per a The A.V. Club el descriu com «la continuació més perversament inútil dels seus últims anys.
Rotten Tomatoes l'ha classificat 6è dels 100 pitjors films criticats dels anys 2000. Ha estat nominat a quatre premis Raspberry, entre els quals els del pitjor film, pitjor director (Bob Clark), pitjor actor secundari (Jon Voight) i pitjor guió (Steven Paul (història) i Gregory Poppen).